# Řepeč
Řepeč é uma comuna checa localizada na região da Boêmia do Sul, distrito de Tábor.

## Galeria

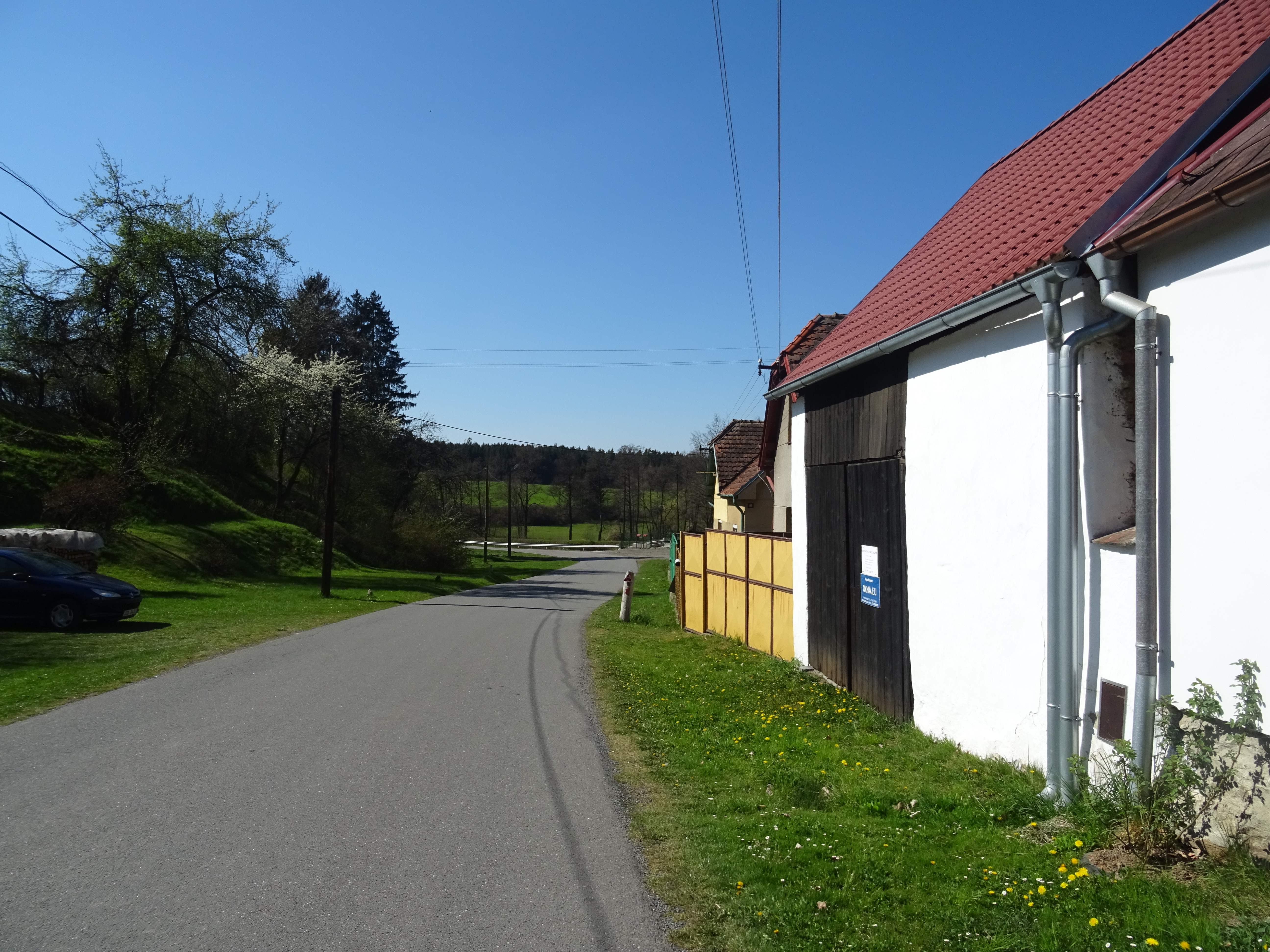
Calle
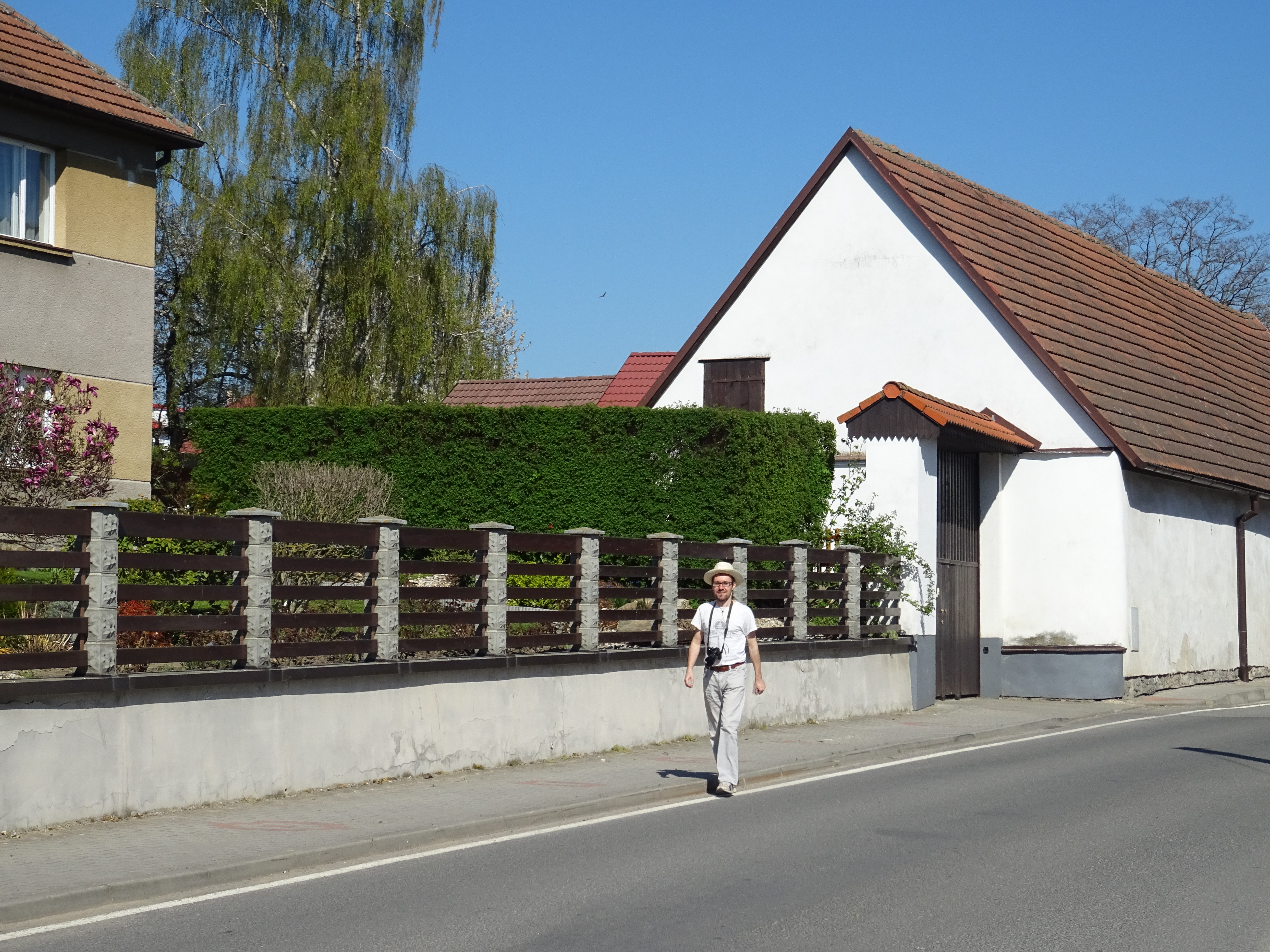
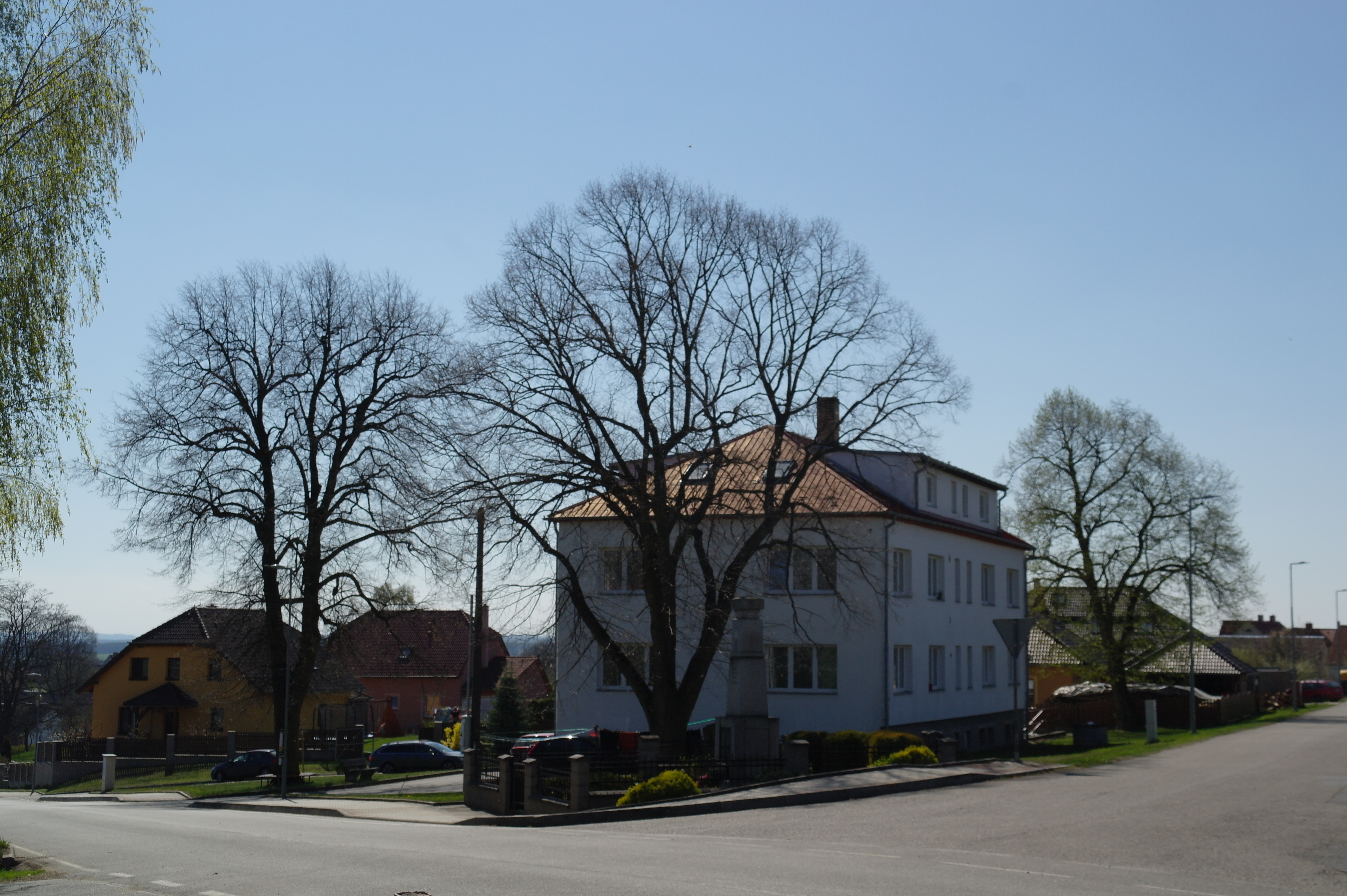